# Escuela cínica

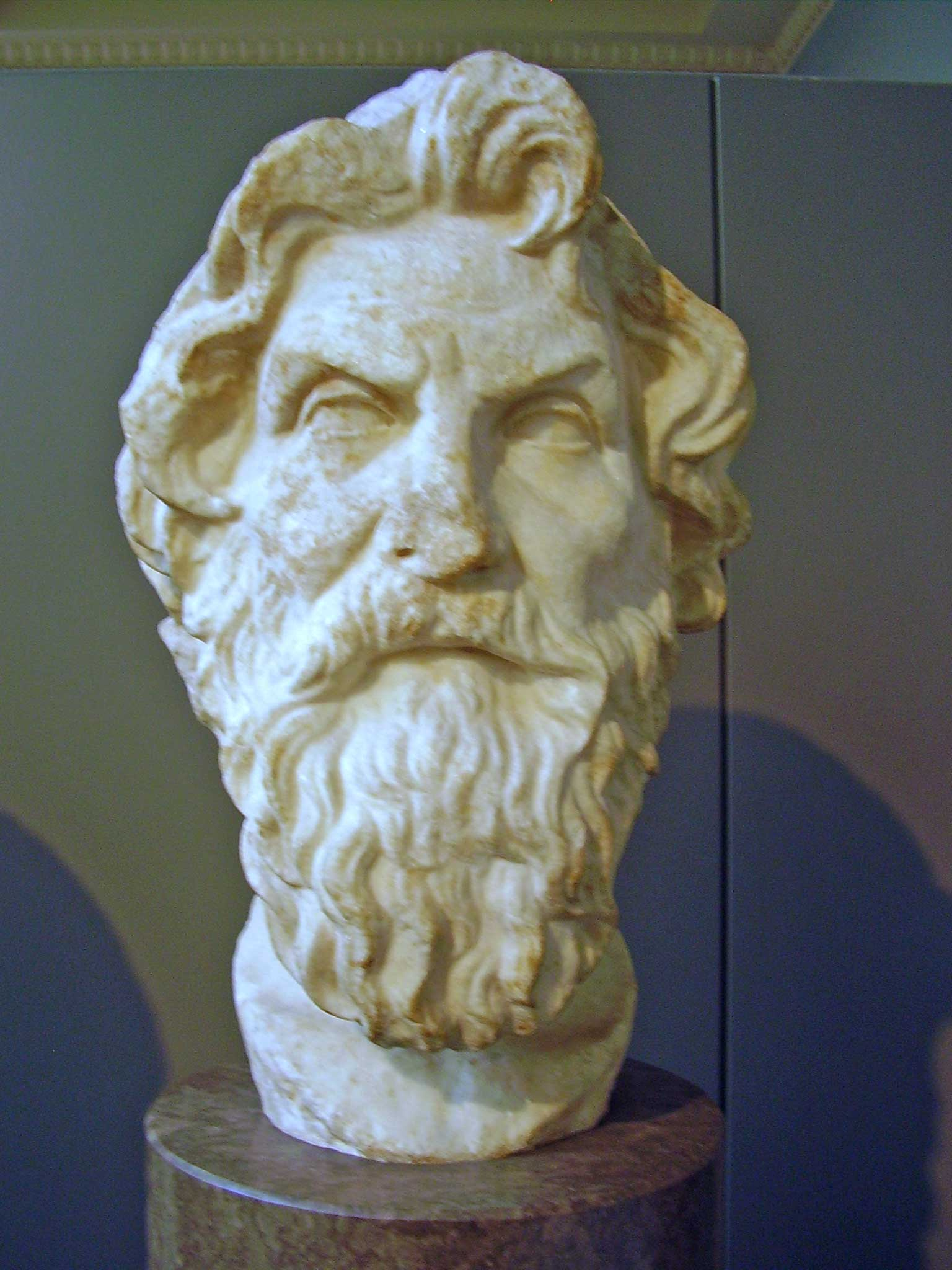
Busto de Antístenes (filósofo griego, fundador de la escuela cínica).

Se denomina escuela cínica (del griego kyon: ‘perro’, denominación atribuida debido a su frugal modo de vivir) a la fundada en la Antigua Grecia durante la segunda mitad del siglo IV a. C. El griego Antístenes fue su fundador y Diógenes de Sinope uno de sus filósofos más reconocidos y representativos de su época. Reinterpretaron la doctrina socrática considerando que la civilización y su forma de vida eran un mal y que la felicidad venía dada siguiendo una vida simple y acorde con la naturaleza. El hombre llevaba ya en sí mismo los elementos para ser feliz y conquistar su autonomía; era de hecho el verdadero bien. De ahí el desprecio a las riquezas y a cualquier forma de preocupación material. El hombre con menos necesidades era el más libre y el más feliz. Figuran en esta escuela, además de los ya citados, Crates de Tebas, discípulo de Diógenes, Hiparquía, una de las primeras filósofas, y Menipo de Gadara.
Los cínicos fueron famosos por sus excentricidades, de las cuales cuenta muchas Diógenes Laercio, y por la composición de numerosas sátiras o diatribas contra la corrupción de las costumbres y los vicios de la sociedad griega de su tiempo, practicando una actitud muchas veces irreverente, la llamada anaideia. Ciertos aspectos de la moral cínica influyeron en el estoicismo, pero, si bien la actitud de los cínicos es crítica respecto a los males de la sociedad, la de los estoicos es de acción mediante la virtud.

## Cinismo
El cinismo es un movimiento que se desarrolló en Grecia, durante los siglos IV y III a. C. y siguió en las grandes ciudades del Imperio Romano: Roma, Alejandría y Constantinopla hasta el siglo V. Uno de los orígenes del nombre está asociado a uno de sus fundadores, el primero fue Antístenes, que le puso este nombre por el lugar donde solía enseñar, que era un gimnasio llamado Cinosarges, lo que, traducido, vendría a ser perro blanco o perro veloz. Después, por el comportamiento de Antístenes y Diógenes, les apodaron cínicos, ya que sus comportamientos se asemejaban al de los perros, aunque al principio esta escuela fue llamada escuela socrática menor.
La actitud cínica fue iniciada en Occidente por Diógenes de Sinope en el siglo IV a. C.
El cinismo no fue una escuela a pesar de este título. Una escuela filosófica era un establecimiento en el cual se impartía una doctrina o inspiración intelectual mantenida por un grupo de personas dirigidas por un superior. Antístenes fue uno de sus fundadores y las reuniones las realizaban en un gimnasio que frecuentaban.
Ellos estaban en contra de la escuela, repudiaban las ciencias, las normas y las convenciones, en especial Antístenes.

### Descripción de una persona cínica
Estos individuos aspiraban a identificarse con la figura del perro, por la sencillez y desfachatez de la vida canina. Usaban barba, llevaban alforja y cayado, practicaban juegos de palabras a manera de metodología: a aquellos que proponían ideas y teorías incomprensibles, ellos ponían el gesto, el humor y la ironía. 
Los cínicos tomaron como modelo la naturaleza y los animales; invitaban al alboroto de toda sepultura.
Alcifrón retrata a un cínico de la siguiente manera:

Es un espectáculo horrible y penoso de ver, cuando agita su sucia melena y te mira insolentemente. Se presenta medio desnudo, con una capa raída, una bolsita colgante y, entre sus manos, una maza hecha de madera de peral silvestre. Va descalzo, no se lava y carece de oficio y beneficio. No quiere saber nada de su hacienda ni de nosotros, sus padres, sino que, por el contrario, nos reniega, pues afirma que todas las cosas son obra de la naturaleza y que la unión de elementos es la causa de la generación y no los progenitores. Evidentemente, desprecia el dinero
y aborrece el cultivo de la tierra. No tiene sentido de la vergüenza y el pudor se ha borrado de su rostro.

## Filosofía
El cinismo es una de las más llamativas de todas las filosofías helenísticas. Pretendía ofrecer a las personas la posibilidad de la felicidad y la liberación del sufrimiento en una era de incertidumbre. Aunque nunca hubo una doctrina cínica oficial, los principios fundamentales del cinismo se pueden resumir de la siguiente manera:
- El objetivo de la vida es la eudaimonía y la claridad mental o lucidez (ἁτυφια), literalmente «liberarse del humo» (τύφος), todo lo que significaba falsa creencia, insensatez, locura y presunción.
- La eudaimonía se logra viviendo de acuerdo con la Naturaleza (physis) tal como la entiende la razón humana (logos).[3]
- La arrogancia (τύφος) es causada por falsos juicios de valor, que provocan emociones negativas, deseos antinaturales y un carácter vicioso.
- La eudaimonía, o el florecimiento humano, depende de la autosuficiencia o autarquía (αὐτάρκεια),[4] la ecuanimidad, la virtud o areté,[5] el amor a la humanidad, la franqueza en el hablar o parresía[6] y la indiferencia ante las vicisitudes de la vida (adiaphora, ἁδιαφορία).
- Uno progresa hacia el florecimiento y la claridad a través de prácticas ascéticas (ἄσκησις) que lo ayudan a liberarse de influencias como la riqueza, la fama y el poder que no tienen valor en la Naturaleza. En cambio, promovieron vivir una vida de trabajo duro y esfuerzo (ponos). Para los cínicos, esto no parecía significar trabajo físico real. Diógenes de Sinope, por ejemplo, vivía de la mendicidad, no del trabajo manual. Más bien, significa elegir deliberadamente una vida dura, por ejemplo, usar solo una capa delgada y andar descalzo en invierno.
- Un cínico practica la desvergüenza o el descaro (αναίδεια) y desfigura el nomos de la sociedad: las leyes, costumbres y convenciones sociales que la gente da por sentado.[7]

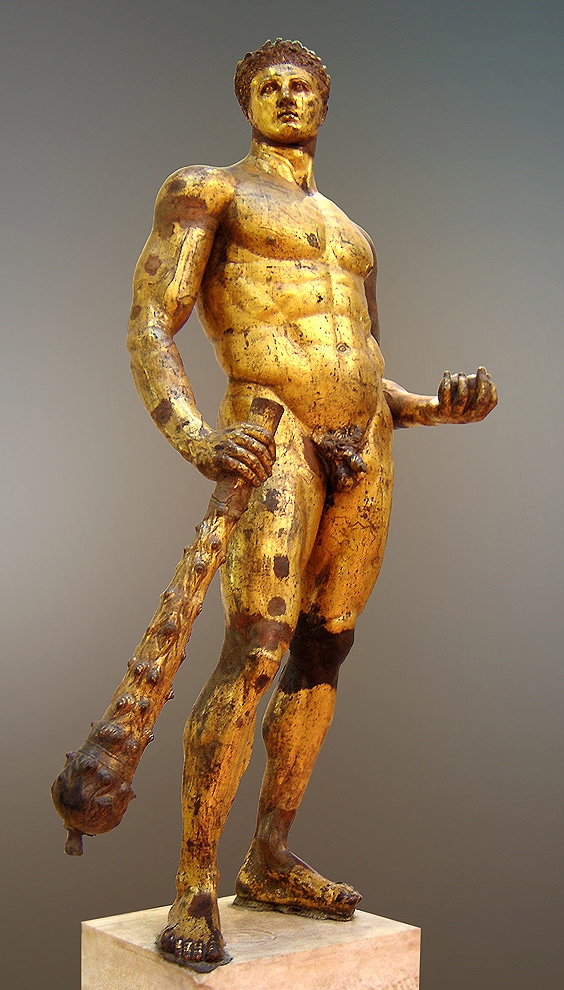
Los cínicos adoptaron a Heracles, que se muestra aquí en esta estatua de bronce dorado del, como su héroe patrón.

Así, un cínico no tiene propiedad y rechaza todos los valores convencionales de dinero, fama, poder y reputación. Una vida vivida de acuerdo con la naturaleza requiere solo las necesidades básicas requeridas para la existencia, y uno puede liberarse desligándose de cualquier necesidad que sea el resultado de la convención. Los cínicos adoptaron a Heracles como su héroe, como personificación del cínico ideal. Heracles «fue quien trajo a Cerbero, el sabueso de Hades, del inframundo, un punto de especial atractivo para el hombre-perro, Diógenes». Según Luciano, «Cerbero y Cínico seguramente están relacionados a través del perro».
El estilo de vida cínico requería un entrenamiento continuo, no solo en el ejercicio de juicios e impresiones mentales, sino también en un entrenamiento físico:

Diógenes solía decir que había dos clases de ejercicio: el de la mente y el del cuerpo; y que este último creaba en la mente impresiones tan rápidas y ágiles al tiempo de su ejecución, que facilitaba mucho la práctica de la virtud; pero que uno era imperfecto sin el otro, ya que la salud y el vigor necesarios para la práctica de lo que es bueno, dependen igualmente de la mente y del cuerpo.

Nada de esto significaba que un cínico se retiraría de la sociedad. De hecho, los cínicos debían vivir bajo el resplandor de la mirada del público y mostrarse bastante indiferentes ante cualquier insulto que pudiera derivarse de su comportamiento poco convencional. Se dice que los cínicos inventaron la idea del cosmopolitismo —cuando se le preguntó de dónde venía, Diógenes respondió que era «un ciudadano del mundo»—.
El cínico ideal evangelizaría; como perro guardián de la humanidad, pensaron que era su deber acosar a la gente sobre el error de sus caminos. El ejemplo de la vida del cínico —y el uso de la sátira mordaz del cínico— desenterraría y expondría las pretensiones que yacen en la raíz de las convenciones cotidianas.
La filosofía cínica tuvo un gran impacto en el mundo helenístico y, en última instancia, se convirtió en una influencia importante para el estoicismo. El estoico Apolodoro, escribiendo en el siglo II a. C., afirmó que «el cinismo es el camino corto hacia la virtud».

## El cinismo moderno y el antiguo
Con el tiempo, el concepto de cinismo fue mutando, y hoy se asocia a la tendencia a no creer en la sinceridad o bondad humana, ni en sus motivaciones ni en sus acciones, así como una tendencia a expresar esta actitud mediante la ironía, el sarcasmo y la burla.
Casi 2000 años después de que ciertos filósofos griegos hubieran abrazado el cinismo clásico, en el siglo XVII y XVIII escritores como Shakespeare, Swift y Voltaire, siguiendo las tradiciones de Geoffrey Chaucer y
François Rabelais, utilizan la ironía, el sarcasmo y la sátira para ridiculizar la conducta humana y reactivar el cinismo. En el aspecto literario, figuras del siglo XIX y XX como Oscar Wilde, Mark Twain, Dorothy Parker y H. L. Mencken utilizaron el cinismo como forma de comunicar sus opiniones bajo algunas manifestaciones de la naturaleza humana. En 1930, Bertrand Russell, en el ensayo Sobre el cinismo de la juventud, pudo describir la medida en que —a su modo de ver— el cinismo había penetrado en las conciencias occidentales en masa, y puso acento especial en las áreas parcialmente influidas por el cinismo: la religión, la patria (el patriotismo), el progreso, la belleza y la verdad.
Muchos filósofos modernos y contemporáneos han tenido una influencia notable del cinismo antiguo. En la filosofía de Rousseau, Nietzsche, Michel Onfray o Peter Sloterdijk se puede notar un influjo del cinismo de Antístenes y Diógenes muy marcado, de modo que a través de ellos perviven en el pensamiento posterior ideas y propuestas del cinismo antiguo como la preferibilidad de la naturaleza frente a la convención, la necesidad de transformación valorativa de la sociedad, la libertad de palabra o el valor de la autarquía.

## Personajes importantes del cinismo

### Antístenes
Fue uno de los filósofos más relevantes de su época, discípulo directo de Sócrates; tuvo a su vez una influencia decisiva en algunas de las escuelas que se formaron en este periodo, tanto por sus teorías como por su actitud y su forma de vida.
Antístenes nació en Atenas, entre los años 450 y 445 a. C., y murió en el año 366 a. C. Su padre era un ciudadano ateniense y su madre una esclava tracia. Este mestizaje le impedía conseguir la ciudadanía ateniense, pero no parece que esto le importunara demasiado.
Su andadura filosófica comenzó como discípulo del famoso sofista Gorgias, que como todo sofista cobraba por enseñar, por lo cual se podría deducir que Antístenes gozaba de una buena posición económica. En este mismo tiempo se inició también en los misterios órficos. Sin embargo, su principal aprendizaje fue con Sócrates, de quien se hizo discípulo y amigo hasta la muerte de este.
Antístenes estuvo presente en la muerte de Sócrates mientras discutían sobre la inmortalidad del alma y esperaban a que llegara el momento de beber el veneno que le causaría la muerte. La tranquilidad del viejo maestro en tan decisivos momentos causó una profunda impresión en todos los que estaban allí presentes. Probablemente esto influyera en la insistencia posterior de Antístenes en la ataraxia.
Un buen día Antístenes decidió prescindir de todo lo superfluo y fundar su propia escuela. Lo hizo en un gimnasio en las afueras de Atenas llamado Cinosarges, que quiere decir ‘perro blanco’. El cambio es tan radical que se manifestó también externamente: comenzó a vestir un manto, un zurrón y un bastón, indumentaria que se convirtió en el uniforme del cínico. Prescindió de una manera decisiva de todo lo que no puede llevar encima, con la intención de librarse de los caprichos de la fortuna y regir su propio destino.
Su objetivo era alcanzar la felicidad y las virtudes de un ser humano y, según afirmaba, esto se conseguía si se dependía solo de sí mismo. Lo fundamental para el cínico era la autarquía, es decir la independencia de todo condicionamiento exterior, la autosuficiencia, que podía aprenderse pero que requería un esfuerzo. Atrás quedaba todo aquello que consideraba que ya no le pertenecía al sabio, la familia, el dinero, la fama y sobre todo sus antiguos pensamientos. En cierta ocasión afirmó que la mayor dicha era, sin duda, morir feliz.
Antístenes vivía según su propia ley, la que él mismo eligió para sí. Las leyes establecidas y las convenciones sociales no eran importantes para este sabio, que como todos los cínicos despreciaba las normas, las instituciones, las costumbres y todo lo que representaba una atadura para el hombre. Predicaba una vuelta a la naturaleza como revulsivo a la domesticación social y cultural que se imponía en las ciudades. Poseía una amplia cultura y escribió numerosos libros, de los cuales actualmente tan solo se conservan dos breves fragmentos.

### Crates de Tebas
Crates de Tebas era un ciudadano adinerado y de buena posición social, que renunció a toda su fortuna para hacerse filósofo cínico. Fue discípulo de Diógenes y maestro de Zenón de Citio.
Crates, a diferencia de su maestro, era un hombre amable y tranquilo, lo que le valió el sobrenombre de ‘el filántropo’, así como el de ‘abrepuertas’, porque la gente le llamaba a sus casas para pedirle consejo y charlar con él.
Nació en Tebas aproximadamente en el año 368 a. C., pero enseguida se marchó a Atenas para hacerse seguidor de Diógenes. Murió hacia el año 288 a. C. Como todos los cínicos predicaba la autarquía y la sencillez dando ejemplo con su vida y sus actos, y aunque su estilo fue menos agresivo que sus predecesores, su actitud era la misma que los demás. 
Para Crates la filosofía le liberaba de su esclavitud externa, en cuanto a la familia, la propiedad o las costumbres sociales y le liberaba también de la esclavitud interna, de sus opiniones, manteniendo su radical libertad individual. Para conseguir vivir feliz, opinaba que era suficiente con lo mínimo, y que era esencial la frugalidad y la distancia con las instituciones y las leyes. 
Crates escribió bastantes obras de literatura en las que consiguió mantener un buen nivel. Eran parodias que escondían mensajes éticos. 
Pretendía propagar los principios de Diógenes de una manera atractiva, y de esta manera consiguió llegar a una audiencia bastante amplia.

### Diógenes de Sinope
Diógenes de Sinope nació en Sinope (Asia Menor) entre los años 413 y 400 a. C. y murió en Corinto en el año 323 a. C. Fue desterrado de Sinope. Forzado por estas circunstancias, deambuló por Esparta, Corinto y Atenas, y en esta última ciudad frecuentó el Cinosarges y se hizo discípulo de Antístenes, optó por llevar una vida austera y adoptó la indumentaria cínica, como su maestro. 
Desde sus comienzos en Atenas, mostró un carácter apasionado. Puso en práctica de una manera radical las teorías de su maestro Antístenes. Llevaba al extremo la libertad de palabra, y su dedicación era criticar y denunciar todo aquello que limitara al hombre, en particular las instituciones. Proponía una nueva valoración frente a la valoración tradicional y se enfrentaba constantemente a las normas sociales. Se consideraba cosmopolita, es decir, ciudadano del mundo; afirmaba que en cualquier parte se encuentra el cínico como en su casa y reconoce esto mismo en los demás, y por tanto el mundo es de todos. 
La leyenda cuenta que se deshizo de todo lo que no era indispensable, e incluso abandonó su escudilla cuando vio que un muchacho bebía agua en el hueco de las manos. Él decía que todo esto era posible pero que se necesitaba un duro entrenamiento. Diógenes, como todos los cínicos, recomendaba el entrenamiento para adquirir la areté, ejercitarse tanto física como mentalmente para endurecerse y llegar a la impasibilidad y a la autosuficiencia; la independencia se conseguía con el esfuerzo. Escribió algunos libros, que se han perdido. Eran de carácter breve y en forma de máximas o sentencias agudas e irónicas.
Su muerte ha dado que hablar y actualmente no se sabe la verdadera causa. Según algunos murió por su propia voluntad, suicidándose mediante la ‘contención del aliento’, dueño de su destino y del momento de su muerte, aunque esto sería algo metafórico, pues es imposible morir por dejar de respirar voluntariamente. Según otros murió de las mordeduras de un perro o de una indigestión por comer pulpo crudo.

### Metrocles e Hiparquía
Metrocles, hermano de Hiparquía y proveniente de una familia rica, nació en Maronea (Tracia). Desde muy pequeño empezó a tener inquietudes filosóficas, y gracias a que tenía mucho dinero se pudo dedicar a ello.
Era un niño tímido, y para reforzar su carácter sus padres decidieron confiarlo al maestro Crates, que haciendo honor a su fama de duro aconsejó a Metrocles fortificar su cuerpo. Estando Metrocles un día en uno de sus entrenamientos, se le escapó una ventosidad involuntariamente, lo cual le pareció tan sumamente humillante que se encerró en su habitación con la intención de dejarse morir de hambre. Crates entró en el habitáculo e intentó convencer con palabras de que no había hecho nada absurdo, sino que lo habría sido para la naturaleza no hacerlo; luego el maestro empezó a soltar flatos para alentarlo con razones, y así fue que tantas ventosidades escuchó el alumno que acabó acostumbrándose a ello y rechazó la idea de quitarse la vida. Desde entonces Metrocles fue discípulo de Crates y fue un célebre filósofo.
Murió a edad tardía estrangulándose con las manos, aunque se cree, dada la imposibilidad de morir mediante este método, que en su lugar se ahorcó.
Su hermana Hiparquía fue una de las primeras mujeres filósofas, la única cínica. Cuando tenía quince años sintió un profundo interés por la Escuela Cínica y decidió seguir los pasos de Crates. Convivió con él y finalmente se casó con este a pesar de la oposición de su familia. Tanto deseaba casarse con Crates que amenazó con suicidarse si no lo hacía. Hiparquía deseaba convertirse en cínica ya que el modo de vida de una persona cínica era algo inusual y eso le atraía.
Con Crates compartió una forma muy peculiar de vida cínica. Ambos decidieron llevar este estilo de vida. Tuvieron al menos un hijo educado bajo los valores cínicos. Durante el embarazo no abandonó sus ejercicios y cuando nació su hijo Pasicles lo lavaba en el caparazón de una tortuga y además con agua fría.
Hiparquía siempre acudía a todas y cada una de las reuniones a las que iba su marido. Esta era rechazada radicalmente por la sociedad de la antigua Grecia, ya que en esta época las mujeres debían ocuparse sola y exclusivamente de las labores domésticas y de tejeduría.

### Menedemo
Filósofo de la secta de Fedón y discípulo de Caloto Lampsaceno, Menedemo provenía de una familia noble.
Se dice que era un gran supersticioso.
Su vestimenta constaba de una túnica oscura, en la cabeza un casco arcádico que tenía dibujado doce signos, con calzado trágico, barba bastante larga y un bastón de fresno en la mano. 
Los eretrienses lo enviaron a Megara, a la escuela de Platón, donde dejó la milicia; allí conoció a Estilpón y ambos navegaron a Élide y conocieron a Mosco y a Anquipilo, ambos discípulos de Fedón.
Menedemo fue un hombre muy serio por razón de Crates, que lo llamaba toro Eretrio y el esculapio Fliasio. Y Timón dice que era muy vocinglero y fútil en cuanto hablaba.
Dicen que era un hombre sencillo y muy descuidado; además no guardaba ningún orden para la gente que le oía porque no había asientos a su alrededor, sino que cada uno se sentaba donde quería.
Apreciaba bastante a Arato y a Licofrón, poeta trágico; también a Antágoras Rodio; pero más que a todos veneraba a Homero, y después a los líricos. Los discursos de Menedemo eran muy difíciles de comprender. Era de ingenio cambiante e inventor de nuevas frases. Se dice que no escribió ni compuso nada. Al principio, fue muy despreciado por la sociedad y los eretrienses lo llamaban perro, pero más tarde rectificaron y lo admitieron en el gobierno de la república. Fue embajador de Lisímaco y de las cortes de Tolomeo.
Finalmente, según Heráclides, murió a los setenta y cuatro años de edad.

### Menipo
De origen fenicio, Menipo fue filósofo y poeta en la escuela cínica. Se cree que fue el propulsor de la sátira menipea escrita en verso y prosa. Se conoce muy poca información sobre su vida en general, aunque se sabe que fue un esclavo liberto. 
Algunos filósofos afirman que los libros donde se encuentra su nombre no son suyos, sino de Dionisio y de Zopiro, quienes se los entregaron a Menipo para que este los pusiese en orden.
Estos libros cínicos eran trece, entre los que se contaban: Funerarias, Testamentos, Cartas elegantes, En persona de los dioses, A los físicos, Matemáticos y gramáticos, La generación de Epicuro y La supersticiosa celebración epicúrea del día vigésimo del mes.

### Mónimo de Siracusa
Mónimo de Siracusa era un filósofo cínico que fue discípulo de Diógenes. Era el esclavo de un banquero corintio cuando conoció al que sería su maestro. A través del contacto con Diógenes conoció la filosofía y el modo de vida de los cínicos. Para poder dedicarse a este modo de vivir, se fingió loco tirando el dinero que su amo le encargaba contabilizar y guardar. Con ello logró ser liberado y pudo desarrollar su vida como filósofo errante.
Llegó a ser un sabio reputado, autor de un tratado Sobre los impulsos y un Protréptico.

### Onesícrito de Astipalea
La vida de Onesícrito de Astipalea transcurrió entre el año 380 y el 300 a. C. Acompañó a Alejandro Magno en una de sus exploraciones a la India.
Este intelectual está relacionado con la escuela cínica. Se conservan pocos testimonios que hablen sobre él.
Fue discípulo de Diógenes, aunque este cínico no es muy conocido; empezó a ser más popular a partir de la llegada del ejército macedonio a la India en su viaje con Alejandro Magno.
Onesícrito, al igual que ocurrió con otros autores, escribió sobre la India en muchas de sus obras.
A lo largo de su vida viajó por muchos países. Se dice de él que no se consideraba un auténtico cínico. No fue como sus predecesores, pero su actitud y la propagación del cinismo hizo que Diógenes Laercio le incluyera en su libro; el nombre de Onesícrito figura en cualquier lista de filósofos cínicos.